# Turbinicarpus saueri
La biznaga cono invertido (Turbinicarpus saueri) es una especie fanerógama perteneciente a la familia Cactaceae. Tiene forma globosa, con la punta un poco achatada y con lana, mide hasta 5 cm de altura y 6 cm de diámetro. Las flores son de color blanco con una línea media rojiza, miden hasta 2 cm de longitud y 2.5 cm de diámetro. Son hermafroditas, pero requieren del polen de otras plantas para fecundarse, son polinizadas por insectos alados y hormigas. Los frutos son de color blanquecino marrón, de hasta 7 mm de longitud. Se reproduce varias veces durante su vida, las semillas son dispersadas por animales, el viento y el agua.

## Clasificación y descripción
Plantas usualmente solitarias, de forma globosa deprimida, gris verdoso a verde azulado, con lana blanca en la punta del tallo, de 3 a 5 cm de altura, 4 a 6 cm de diámetro. Tubérculos algo angulares, redondeados arriba, 2 a 5 mm de altura. Espinas centrales 1 a 3, de color gris oscuro, cubiertas con escamas blanquecinas en la base, erectas, ligeramente curveadas hacia arriba, 10 a 14 mm de longitud. Espinas radiales 7 a 14, blancas, se vuelven oscuras con la edad, más o menos rígidas, 5 a 15 mm de longitud. Flores blancas con una línea media rojiza, de 1.5 a 2 cm de longitud, y de 2 a 2.5 cm de diámetro. Frutos blanquecino marrón, redondeados a elongados, de 4 a 7 mm de longitud, y de 3 a 5 mm de diámetro.

## Distribución
Esta especie tiene distribución restringida y es endémica de México. Se distribuye en la Sierra Madre Oriental, (García Morales y García-Jiménez 2009), en un área pequeña en el valle de Jaumave, en la Región Terrestre Prioritaria Valle de Jaumave, y en Ciudad Victoria (estado de Tamaulipas); y en Guadalcázar  (estado de San Luis Potosí).

## Ambiente
Se desarrolla en matorral xerófilo, desde muy denso a ralo. Otras especies que se desarrollan en los sitios son Bouteloua curtipendula, Setaria macrostachya y Tridens muticus. En suelos de origen calcáreo a limoso, se localiza preferentemente en pendientes, en un rango altitudinal que va de los 600 a 792 m s. n. m. (en Tamaulipas) (información registrada para Turbinicarpus saueri subsp. saueri).

## Estado de conservación
Se considera que sus poblaciones decrecen. Se encuentra listada en la NOM-059-SEMARNAT-2010, en la categoría de Amenazada (A). Y en la Unión Internacional para la Conservación de la Naturaleza (UICN) en la categoría de Vulnerable (vulnerable) (VU). La IUCN reconoce tres subspecies, la nominal (saueri), y las subespecies knuthianus y nelissae, pero no aclara si la evaluación de la especie las considera a todas o no. Este género se incluye en el Apéndice I de la CITES. Y al ser una especie amenazada, en México su manejo se halla regulado bajo el Código Penal Federal, la Ley General del Equilibrio Ecológico y Protección al Ambiente, y la Ley General de Vida Silvestre.

## Usos
Ornamental